# Ectropis sabulosa
Ectropis sabulosa är en fjärilsart som beskrevs av W. Warren 1897. Ectropis sabulosa ingår i släktet Ectropis och familjen mätare. Inga underarter finns listade i Catalogue of Life.